# Arthur Desmas
Arthur Desmas (Brest, 7 aprile 1994) è un calciatore francese, portiere del Le Havre.

## Carriera
Cresciuto nel settore giovanile del Brest, trascorre i primi anni di carriera nella quinta divisione francese, giocando con la squadra riserve del club biancorosso e con il Niort 2; nella stagione 2016-2017 viene aggregato alla prima squadra dal Niort ed il 3 dicembre 2016 fa il suo esordio fra i professionisti giocando il match di Coppa di Francia vinto ai rigori contro il Les Genêts d'Anglet.
Dopo alcune stagioni condizionate da uno scarso utilizzo, nel 2018 scende in Championnat National al Rodez dove trova una maglia da titolare; al termine della stagione ottiene la promozione in Ligue 2.
Nel 2020 viene acquistato dal Clermont Foot con cui gioca 36 partite in campionato ed ottiene la promozione in Ligue 1.
Il 1º luglio 2022 passa al Le Havre, militante in Ligue 2, firmando un contratto di 3 anni.

## Statistiche

### Presenze e reti nei club
Statistiche aggiornate al 4 settembre 2024.
| Stagione             | Squadra              | Campionato           | Campionato | Campionato | Coppe nazionali | Coppe nazionali | Coppe nazionali | Coppe continentali | Coppe continentali | Coppe continentali | Altre coppe | Altre coppe | Altre coppe | Totale | Totale |
| Stagione             | Squadra              | Comp                 | Pres       | Reti       | Comp            | Pres            | Reti            | Comp               | Pres               | Reti               | Comp        | Pres        | Reti        | Pres   | Reti   |
| -------------------- | -------------------- | -------------------- | ---------- | ---------- | --------------- | --------------- | --------------- | ------------------ | ------------------ | ------------------ | ----------- | ----------- | ----------- | ------ | ------ |
| 2012-2013            | Brest 2              | CFA2                 | 3          | -6         | -               | -               | -               | -                  | -                  | -                  | -           | -           | -           | 3      | -6     |
| 2013-2014            | Brest 2              | CFA2                 | 7          | -5         | -               | -               | -               | -                  | -                  | -                  | -           | -           | -           | 7      | -5     |
| 2014-2015            | Brest 2              | CFA2                 | 6          | -10        | -               | -               | -               | -                  | -                  | -                  | -           | -           | -           | 6      | -10    |
| Totale Brest 2       | Totale Brest 2       | Totale Brest 2       | 16         | -21        |                 | -               | -               |                    | -                  | -                  |             | -           | -           | 16     | -21    |
| 2015-2016            | Niort 2              | CFA2                 | 17         | -18        | -               | -               | -               | -                  | -                  | -                  | -           | -           | -           | 17     | -18    |
| 2016-2017            | Niort 2              | CFA2                 | 8          | -9         | -               | -               | -               | -                  | -                  | -                  | -           | -           | -           | 8      | -9     |
| 2017-2018            | Niort 2              | N3                   | 6          | -5         | -               | -               | -               | -                  | -                  | -                  | -           | -           | -           | 6      | -5     |
| Totale Niort 2       | Totale Niort 2       | Totale Niort 2       | 31         | -32        |                 | -               | -               |                    | -                  | -                  |             | -           | -           | 31     | -32    |
| 2016-2017            | Niort                | L2                   | 1          | -2         | CF+CdL          | 4+0             | -2 + 0          | -                  | -                  | -                  | -           | -           | -           | 5      | -4     |
| 2017-2018            | Niort                | L2                   | 1          | -2         | CF+CdL          | 0+1             | 0 + -4          | -                  | -                  | -                  | -           | -           | -           | 2      | -6     |
| Totale Niort         | Totale Niort         | Totale Niort         | 2          | -4         |                 | 5               | -6              |                    | -                  | -                  |             | -           | -           | 7      | -10    |
| 2018-2019            | Rodez                | N                    | 32         | -20        | CF+CdL          | 0               | 0               | -                  | -                  | -                  | -           | -           | -           | 33     | -20    |
| 2019-2020            | Rodez                | L2                   | 27         | -34        | CF+CdL          | 0+1             | 0 + -1          | -                  | -                  | -                  | -           | -           | -           | 27     | -35    |
| Totale Rodez         | Totale Rodez         | Totale Rodez         | 59         | -54        |                 | 1               | -1              |                    | -                  | -                  |             | -           | -           | 60     | -55    |
| 2020-2021            | Clermont Foot        | L2                   | 36         | -22        | CF              | 0               | 0               | -                  | -                  | -                  | -           | -           | -           | 36     | -22    |
| 2021-2022            | Clermont Foot        | L1                   | 15         | -33        | CF              | 2               | -2              | -                  | -                  | -                  | -           | -           | -           | 17     | -35    |
| Totale Clermont Foot | Totale Clermont Foot | Totale Clermont Foot | 51         | -55        |                 | 2               | -2              |                    | -                  | -                  |             | -           | -           | 53     | -57    |
| 2022-2023            | Le Havre             | L2                   | 31         | -16        | CF              | 0               | 0               |                    | -                  | -                  |             | -           | -           | 31     | -16    |
| 2023-2024            | Le Havre             | L1                   | 33         | -43        | CF              | 0               | 0               |                    | -                  | -                  |             | -           | -           | 33     | -43    |
| 2024-2025            | Le Havre             | L1                   | 3          | -5         | CF              | 0               | 0               |                    | -                  | -                  |             | -           | -           | 3      | -5     |
| Totale Le Havre      | Totale Le Havre      | Totale Le Havre      | 67         | -64        |                 | 0               | 0               |                    | -                  | -                  |             | -           | -           | 67     | -64    |
| Totale carriera      | Totale carriera      | Totale carriera      | 226        | -230       |                 | 8               | -9              |                    | -                  | -                  |             | -           | -           | 234    | -239   |

## Palmarès

### Club

#### Competizioni nazionali
- Championnat National: 1

Rodez: 2018-2019
- Campionato francese di seconda divisione: 1

Le Havre: 2022-2023